# مطار كلارك الدولي
مطار كلارك الدولي (بالإنجليزية: Clark International Airport)‏ (إياتا: CRK، إيكاو: RPLC) هو مطار عسكري/عام يخدم منطقة مانيلا الكبرى ويشغل المطار موسسة مطار كلارك الدولي.